# François Domingon-Bronsac
François Alpinien Blaise Domingon-Bronsac est un homme politique français né le 27 août 1761 à Escatalens et décédé le 20 juillet 1837 à Escatalens (Tarn-et-Garonne).

## Biographie
Propriétaire, il est député de Tarn-et-Garonne de 1815 à 1816, siégeant dans la majorité de la Chambre introuvable.

## Sources
- Ressource relative à la vie publique :   - Base Sycomore
- « François Domingon-Bronsac », dans Adolphe Robert et Gaston Cougny, Dictionnaire des parlementaires français, Edgar Bourloton, 1889-1891 [détail de l’édition]